# 2021年立憲民主党代表選挙
2021年立憲民主党代表選挙（2021ねんりっけんみんしゅとうだいひょうせんきょ）は、2021年11月30日に実施された立憲民主党代表を選出するための選挙である。

## 概要
2021年（令和3年）10月31日に執行された第49回衆議院議員総選挙の結果、立憲民主党は議席を「109」から「96」に減らして野党第一党のまま第1次岸田内閣（自公連立政権）からの政権交代も実現できなかった。11月1日、福山哲郎は幹事長辞任の検討に入り、選挙から2日後の11月2日、代表の枝野幸男は「私の力不足だ」と陳謝し、辞任を表明した。枝野は11月12日付で辞任。現職代表の任期途中選挙は、代表が欠けた日から60日以内に行うという立憲民主党代表選挙規則第26条の規定により、11月19日告示、11月30日投開票の日程で代表選挙は実施される。第207回国会は、新しい体制で臨むことになる。
11月19日、代表選挙告示。届け出順に、逢坂誠二、小川淳也、泉健太、西村智奈美の4人が立候補した。特色として、立候補者全員がいわゆる旧民主党政権時代（2009年-2012年）の閣僚経験者や党幹部メンバーではない顔ぶれとなった（ただし4人全員、首相補佐官、副大臣、大臣政務官のいずれかの経歴はあり）。また、西村が立候補したことで1996年以降の旧民主党系の代表選挙で女性が立候補者になったのは、蓮舫が立候補し当選した2016年民進党代表選挙以来で2回目となった。

### 選挙の方法・投票について
立憲民主党代表選挙規則第6条の規定で、代表候補者となることができる者は党所属の国会議員（衆議院議員・参議院議員）とされ、党所属国会議員の最低20人（上限25人）の推薦状を添えて、代表選挙管理委員会（代表選管）に届出をすることを要する。ただし、代表選管委員は推薦人になることができない（この点は主に、自由民主党総裁選挙と共通している）。
投票は、中谷一馬など中間若手の有志34名による提言が採用され、2021年11月12日（選挙日程が両院議員総会で承認された日）時点で政党助成法に基づく党所属の衆参両院の国会議員140人と同時点で決定されている来夏の参議院議員選挙の公認候補予定者6人、同時点で党籍を有する地方自治体議員約1270人、同時点から2カ月前において登録されている党員・協力党員（年間2000〜4000円の党費を納入している者）の約10万人が投票する「フルスペック」で実施される。
地方議員と党員・協力党員は29日までに郵送かインターネットで投票、国会議員と公認予定者は30日の臨時党大会で投票する。国会議員は1人2ポイント、公認予定者は1人1ポイントを持ち、計286ポイントある。地方議員と党員らはそれぞれ143ポイントを持ち、得票数に応じてドント方式で比例配分される。総計572ポイントの過半数（287ポイント以上）を獲得した候補が当選する。
第1回投票で、過半数の287ポイント以上を獲得した候補者がいない場合、上位2名の決選投票が国会議員280ポイント、公認候補予定者6ポイント、都道府県代議員47ポイントの計333ポイントで行われ過半数（167ポイント以上）を獲得した候補者が当選する。

## 党代表選データ

### 日程
- 11月19日（金） 
  - 告示・立候補受付
  - 候補者共同記者会見
- 11月20日（土） 
  - 党員・協力党員・パートナーズオンライン公開討論会
  - 女性議員ネットワーク意見交換会
- 11月21日（日） 
  - 街頭演説会（北海道札幌市・紀伊国屋書店札幌本店前）
  - 候補者討論会
  - 候補者会見
- 11月22日（月） 
  - 公開討論会（日本記者クラブ主催）
- 11月23日（火・祝） 
  - 街頭演説会（福岡県福岡市・天神ツインビル前）
  - 候補者討論会
  - 候補者会見
  - 政策討論会 ―若い力―（青年局主催）
- 11月24日（水） 
  - 公開討論会（ニコニコ生放送）
- 11月25日（木） 
  - 自治体議員ネットワークオンライン公開討論会
  - 街頭演説会（神奈川県横浜市・JR桜木町駅前）
  - 候補者討論会
  - 候補者会見
- 11月29日（月）
  - 郵便・インターネット投票締切
- 11月30日（火）
  - 臨時党大会（東京プリンスホテル）
    - 国会議員・公認候補予定者投票投開票、郵便・インターネット投票開票

  - 新代表就任記者会見

### 選挙管理委員会
委員長
- 渡辺周 (新政権研究会)

委員
- 坂本祐之輔(ブリッジの会)
- 神谷裕 (国のかたち研究会・サンクチュアリ)
- 青木愛 (一清会)
- 宮沢由佳 (サンクチュアリ)

## 立候補者
| 肖像 | 立候補者   | 年齢 | グループ                       | 現職                                                                                        | 出馬表明日 | 立候補歴         |
| ---- | ---------- | ---- | ------------------------------ | ------------------------------------------------------------------------------------------- | ---------- | ---------------- |
|      | 逢坂誠二   | 62   | サンクチュアリ（近藤G）        | 衆議院議員（北海道8区） 立憲民主党北海道総支部連合会代表 立憲民主党代表特命補佐             | 11月17日   | 初               |
|      | 小川淳也   | 50   | サンクチュアリ（近藤G） 小勝会 | 衆議院議員（香川1区） 立憲民主党香川県総支部連合会代表 立憲民主党国会対策副委員長           | 11月18日   | 初               |
|      | 泉健太     | 47   | 新政権研究会（泉G）            | 衆議院議員（京都3区） 立憲民主党京都府総支部連合会代表 立憲民主党政務調査会長               | 11月17日   | 2回目 （2020年） |
|      | 西村智奈美 | 54   | 国のかたち研究会（菅G）        | 衆議院議員（新潟1区） 立憲民主党新潟県総支部連合会代表 立憲民主党ジェンダー平等推進本部顧問 | 11月18日   | 初               |

- 全員、国会議員としての初当選は2000年代であり、その際の所属は民主党であった。

### 推薦人
| 候補者 | 逢坂誠二 | 小川淳也 | 泉健太 | 西村智奈美 |
| ------ | --- | --- | --- | --- |
| 推薦人 | 石川香織 大築紅葉 近藤昭一 堤かなめ 道下大樹 山岡達丸 柚木道義 有田芳生 江崎孝 小沢雅仁 勝部賢志 岸真紀子 斎藤嘉隆 田島麻衣子 那谷屋正義 白眞勲 鉢呂吉雄 水岡俊一 森屋隆 吉田忠智 | 青柳陽一郎 伊藤俊輔 稲富修二 大串博志 奥野総一郎 落合貴之 鎌田さゆり 菊田真紀子 源馬謙太郎 近藤和也 桜井周 階猛 白石洋一 鈴木庸介 田嶋要 手塚仁雄 寺田学 中島克仁 中谷一馬 谷田川元 湯原俊二 小西洋之 塩村文夏 長浜博行 野田国義 | 青山大人 荒井優 井坂信彦 神津健 後藤祐一 佐藤公治 篠原豪 下条みつ 末次精一 末松義規 徳永久志 野間健 福田昭夫 馬淵澄夫 森田俊和 山田勝彦 山井和則 吉田統彦 木戸口英司 古賀之士 田名部匡代 羽田次郎 牧山弘恵 森本真治 横沢高徳 | 阿部知子 大河原雅子 岡本章子 小山展弘 菅直人 篠原孝 中川正春 森山浩行 山崎誠 吉田晴美 早稲田夕季 渡辺創 石垣のりこ 石川大我 石橋通宏 打越さく良 川田龍平 杉尾秀哉 熊谷裕人 真山勇一 |

### 立候補を見送った人物
- 玄葉光一郎 - 党副代表、元外務大臣。当初「6、7人から『出るなら支える』と電話をもらっている」と述べ、「極めて慎重に検討している」と語っていたが、10日のBS-TBS番組で「中堅が意欲を示しているので、私がしゃしゃり出ることはない」と述べ、立候補しない考えを示した[11][12]。
- 江田憲司 - 11月16日に「代表代行として枝野幸男を支えきれなかった」として不出馬を表明[13]。
- 大串博志 - 党役員室長。出馬を検討していたが推薦人が確保できないとして断念し、18日に小川への協力を表明[14][15]。
- 馬淵澄夫 - 11月1日に出馬の可能性を示唆していたが[16]、結局立候補はせず、泉健太の推薦人に名を連ねた[10]。

## 選挙結果
11月30日午後、東京都内のホテルで臨時党大会が開かれた。29日に締め切られた地方議員と党員・サポーターによる「地方票」の結果発表に続き、国会議員と公認候補予定者による投開票が行われた。1回目の投票の結果、泉が1位（189ポイント）、逢坂が2位（148ポイント）、小川が3位（133ポイント）、西村が4位（102ポイント）となった。4人の候補者のいずれも合計572ポイントの過半数に届かなかったため、泉、逢坂の上位2人の決選投票に進んだ。国会議員、公認候補予定者と47都道府県連の代表者各1人による決選投票の結果、205ポイントを獲得した泉が128ポイントを獲得した逢坂を抑え、新しい代表に選出された。

### 第一回投票
| 候補者     | 獲得ポイント | 国会議員ポイント | 公認候補予定者ポイント | 地方議員ポイント | 党員・サポーターポイント |
| ---------- | ------------ | ---------------- | ---------------------- | ---------------- | ------------------------ |
| 逢坂誠二   | 148          | 58               | 4                      | 48               | 38                       |
| 小川淳也   | 133          | 72               | 0                      | 27               | 34                       |
| 泉健太     | 189          | 94               | 2                      | 46               | 47                       |
| 西村ちなみ | 102          | 56               | 0                      | 22               | 24                       |

### 決選投票
| 候補者   | 獲得ポイント | 国会議員ポイント | 公認候補予定者ポイント | 都道府県連ポイント |
| -------- | ------------ | ---------------- | ---------------------- | ------------------ |
| 逢坂誠二 | 128          | 112              | 4                      | 12                 |
| 泉健太   | 205          | 168              | 2                      | 35                 |

## 選挙情勢の推移
事前に各都道府県連の幹部を対象に行われたアンケートなどでは泉健太を支持する声が多く、また国会議員票においても泉が支持を固めていた。しかし当初より本命不在とする見方が強く、1回目の投票ではいずれの候補も過半数には届かず、上位2人による決選投票にもつれこむと予想されていた。投票日前夜には逢坂・小川・西村の3陣営が決選投票で協力する「2～4位連合」を結ぶことで合意。この動きを警戒した泉陣営は逢坂や小川の陣営に連携を持ち掛けるなどの働きかけを行った。泉陣営では特に小川が2位に残った場合決選投票で逆転される恐れがあるとの警戒感があったが、11月30日の投開票の結果小川は地方票で伸び悩み、逢坂を下回る3位に沈んだ。泉は最多の189ポイントを獲得したものの過半数には届かず、2位の逢坂との決選投票にもつれ込むこととなったが、小川陣営の中にはもともと「小川でなければ泉を支持したい」と考えていた議員も多くいたため、決選投票では泉が逢坂に1回目の投票より差を広げて勝利した。

## 選挙後の動き

### 主な役員人事
2021年12月1日、泉は党役員人事の骨格を固め、西村を幹事長に、逢坂を代表代行に、小川を政務調査会長に、馬淵澄夫を国会対策委員長に、大西健介を選挙対策委員長に起用すると発表した。12月2日、両院議員総会において人事案が了承され、新執行部が正式に発足。12月6日に開かれた両院議員総会で、執行役員12人のうち6人を女性とする新たな人事が決定。これにより泉が代表選挙で訴えた「執行役員の半数を女性にする」との公約が達成された。

## タイムライン
- 10月31日 - 第49回衆議院議員総選挙執行。立憲民主党は議席を「109」から「96」に減らした。
- 11月1日 - 馬淵澄夫は奈良県庁で会見し、状況が整えば次期代表選へ出馬する可能性を示唆した[16]。
- 11月2日
  - 枝野幸男は執行役員会で、衆院選の大敗について陳謝し、党代表を辞任する意向を表明した[4]。
  - 小川淳也は報道陣の取材に応じ、「私なりの決意、腹は固まっている」などと述べ立候補に意欲を示した[28]。
- 11月3日 - 大串博志は佐賀市内での党会合後、記者団に対し、代表選への立候補を検討していることを明らかにした[29]。
- 11月9日 - 江田憲司が率いるグループ「ブリッジの会」は国会内で会合を開催。会合後、江田は記者団の取材に「3、4人くらいから『江田さん、やってくれ』みたいな話があったのは事実」と語った[30]。
- 11月10日 - 立憲民主党は、代表選の日程を11月19日告示、30日投開票とする方針を固めた[31]。
- 11月12日
  - 枝野の辞任が正式に了承された[5]。
  - 菅直人が率いるグループ「国のかたち研究会」は国会内で、同会所属の西村智奈美の擁立を念頭に対応を協議した[32]。
- 11月16日
  - 早朝、蓮舫が、大串の推薦人集めに奔走していた手塚仁雄に電話。「小川さんが代表選に出られないのは立憲民主党にとってまずいよ。実直で熱意を持った議員が認められないという悪いメッセージなる」と伝える[33]。
  - 午前、泉健太が、必要な推薦人20人を確保できたとして、記者団に立候補する意向を示した[34]。
  - 党内の最大グループ「サンクチュアリ」は当初、西村智奈美の擁立を検討していたが、「グループ内から候補者を出すべき」との声が強いことや、グループの赤松広隆前会長が経験不足などを理由に西村に難色を示したため、この日の夜、国会内で会合を開き、必要な推薦人20人を確保した上で、逢坂誠二を擁立する方針を決めた。逢坂は記者団に出馬を表明した[35][36][37][38]。
  - 大串と「花斉会」（野田グループ）の手塚ら5人は会合を開き、大串で行くか、小川との一本化を目指すべきか協議した。大串自身はここで「今の状況では小川氏の支持に回るのが、最善の手だろう」と決意を固める[33]。小川への一本化構想に野田佳彦は当初反対していたが、手塚は説得を続けた。最終的に野田はグループの議員全員に電話で小川支持に回る方針を伝えた[33]。
  - 江田は記者団の取材に応じ、不出馬を表明した[13]。
- 11月17日
  - 泉、逢坂は記者会見し、正式に出馬表明した[39][40]。
  - 菅直人が率いるグループ「国のかたち研究会」の支持を受けた西村智奈美は記者会見し、推薦人20人は確保できていなかったものの、立候補する意向を固めたと明らかにした[41][42][43]。
  - 小沢グループは泉支持を決定した。階猛が率いるグループ「自誓会」も泉を支援する方向であると明かした[44]。
  - 重徳和彦率いるグループ「直諫の会」は会合を開き、泉と小川を支持する方針を確認した[45]。重徳自身は、出馬が取り沙汰されている小川について「応援したい気持ちはある」と発言[46]。
  - 立候補予定者を対象とした事前説明会が開催。泉、逢坂、西村、大串、小川の5つの陣営の関係者が出席した[47]。
- 11月18日
  - 午前、西村が推薦人20人の確保にめどが立ったとして、正式に出馬表明した[48][49]。
  - 午後3時、岡田克也、野田、安住淳国対委員長、中村喜四郎らが集まり協議。野田が「大串の好きにさせよう。党のために今何が大事なのか」と言うと、泉を推していた岡田は何も言わずに退出した。これにより大串陣営の小川への一本化が決まる[33]。
  - 午後6時、小川は記者会見し、必要な推薦人20人を確保できたとして、正式に出馬表明した。大串も会見に同席し、小川を支援する意向を示した[50][51]。
- 11月19日 - 代表選挙告示。届け出順に、逢坂、小川、泉、西村の4人が立候補した[6]。
- 11月29日
  - NHKが「上位2人による決選投票にもつれ込む公算が強まって」いると報道[52]。党内では「泉が1位で決選投票に進む」との見立てがほぼ固まっていた[22]。
  - この日の夜、小川陣営の幹部は自分たちが2位に入るという確信のもと、逢坂、西村の陣営幹部と「2～4位連合」を結ぶことで合意した[22]。深夜、「2～4位連合」の情報を得た小沢一郎は泉陣営の選挙対策本部を訪ね、「全面戦争だ。朝まで寝ずに切り崩せ」と檄を飛ばした。泉の陣営は翌日の投票開始直前まで電話やメールで働きかけを続けた[22]。
- 11月30日 - 決選投票の結果、泉健太が新代表に当選した[53]。